# Coatesville (Indiana)
Coatesville – miasto w Stanach Zjednoczonych, w stanie Indiana, w hrabstwie Hendricks.